# Dorothy Jordan

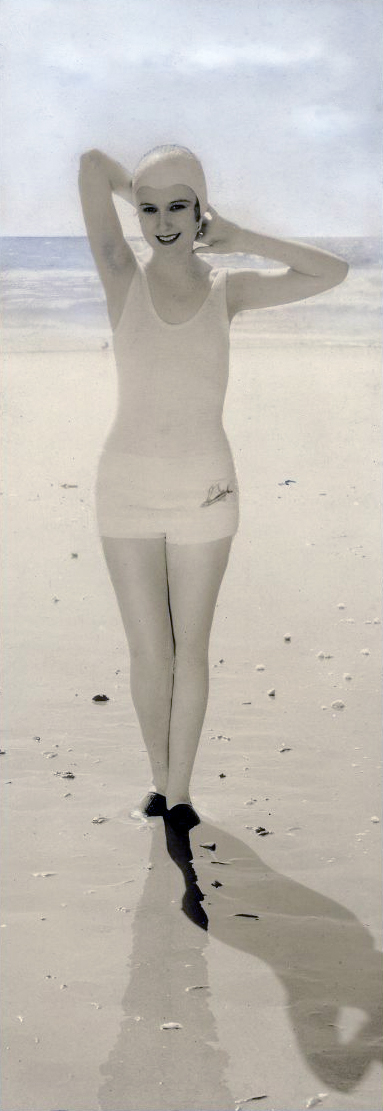
Dorothy Jordan im Badeanzug (1932)

Dorothy Jordan (* 9. August 1906 in Clarksville, Tennessee; † 7. Dezember 1988 in Los Angeles, Kalifornien) war eine US-amerikanische Schauspielerin.

## Leben
Dorothy Jordan wurde als Ballerina ausgebildet und spielte zunächst in einer Reihe von Broadway-Produktionen. Die gutaussehende Jordan begann ihre Filmkarriere im Jahre 1929 und trat in der folgenden Zeit unter anderem neben Bette Davis, Clark Gable, Marie Dressler und anderen Stars auf. Im Jahre 1933 heiratete sie Merian C. Cooper, den Produzenten und Regisseur von King Kong und die weiße Frau, der ersten King-Kong-Verfilmung. Gemeinsam bekamen sie einen Sohn und zwei Töchter. Nach der Eheschließung mit Cooper zog sich die Schauspielerin zunächst aus dem Filmgeschäft zurück.
In den 1950er-Jahren hatte Jordan allerdings eine Art kleines Comeback mit Nebenrollen in drei Filmen von Regisseur John Ford. Der war mit ihrem Ehemann Cooper befreundet und beide produzierten gemeinsam auch Filme. So spielte sie 1956 in Fords Filmklassiker Der schwarze Falke die Schwägerin von John Wayne, die möglicherweise in der Vergangenheit eine Affäre mit diesem hatte. Dorothy Jordan verstarb 1988 im Alter von 82 Jahren an Herzversagen.

## Filmografie (Auswahl)
- 1929: Der Widerspenstigen Zähmung (The Taming of the Shrew)
- 1929: Der jüngste Leutnant (Devil-May-Care)
- 1930: Der Sänger von Sevilla (Call of the Flesh)
- 1930: Die fremde Mutter (Min and Bill)
- 1931: Wolkenstürmer (Hell Divers)
- 1932: Die letzten Vier (The Lost Squadron)
- 1932: Die Hütte im Baumwollfeld (The Cabin in the Cotton)
- 1932: The Roadhouse Murder
- 1953: Wem die Sonne lacht (The Sun Shines Bright)
- 1956: Der schwarze Falke (The Searchers)
- 1957: Dem Adler gleich (The Wings of Eagles)